# Alchemilla ledebourii
Alchemilla ledebourii är en rosväxtart som beskrevs av Sergei Vasilievich Juzepczuk. Alchemilla ledebourii ingår i släktet daggkåpor, och familjen rosväxter. Inga underarter finns listade i Catalogue of Life.